# Église Saint-Germain de Saint-Germain-de-Calberte
L'église Saint-Germain de Saint-Germain-de-Calberte est une église catholique romaine située à Saint-Germain-de-Calberte, en France.

## Description

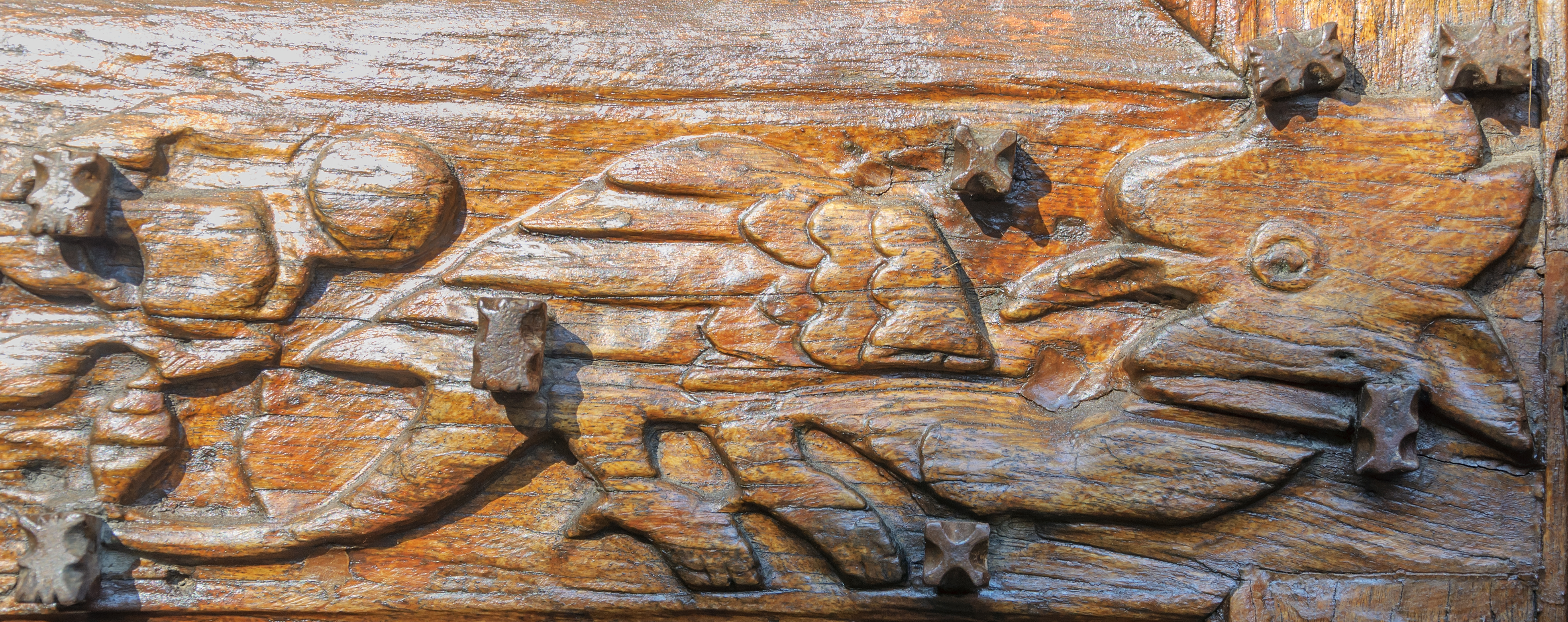
Détail du décor sculpté d'un des vantaux du portail.

## Localisation
L'église est située sur la commune de Saint-Germain-de-Calberte, dans le département français de la Lozère.

## Historique
L'intérieur et l'ancien portail (y compris ses vantaux) ont été inscrits au titre des monuments historiques en 1984. Plusieurs objets sont référencés dans la base Palissy (voir les notices liées).